# أسبوع واحد (فلم 1920)

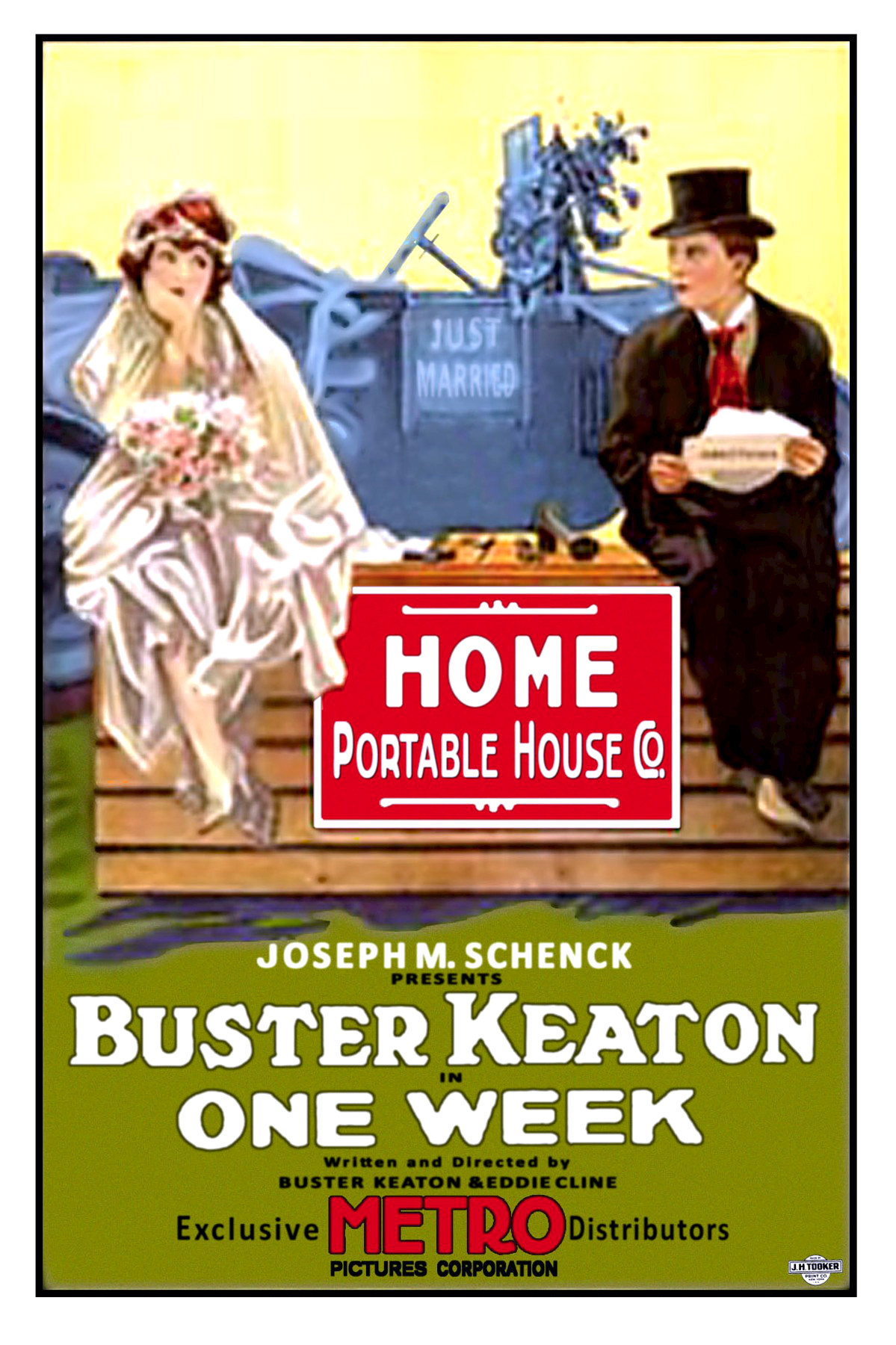
بوستر الفيلم

أسبوع واحد (بالإنجليزية:One Week) هو فيلم كوميدي أمريكي صامت قصير انتج في سنة 1920 بطولة باستر كيتون، وهو أول فيلم يصدره كيتون بنفسه بعد عدة سنوات كان يعمل فيها مع روسكو "فاتي" آرباكل، الفيلم من تأليف وإخراج كيتون وإدوارد إف كلاين.
في سنة 2008 تم اختيار أسبوع واحد للحفظ في السجل الوطني السنيمائي من قبل مكتبة الكونجرس في أمريكا باعتباره «ذو أهمية ثقافياً وتاريخياً أو جمالياً».

## طاقم التمثيل
- باستر كيتون
- سيبيل سيلي
- جو روبرتس

## وصلات خارجية
- الفيلم القصير One Week متوفر للتحميل من موقع أرشيف الإنترنت [المزيد]
- أسبوع واحد على موقع IMDb (الإنجليزية)
- أسبوع واحد على موقع روتن توميتوز (الإنجليزية)
- أسبوع واحد على موقع قاعدة بيانات الأفلام العربية
- أسبوع واحد على موقع ألو سيني (الفرنسية)
- أسبوع واحد على موقع Turner Classic Movies (الإنجليزية)
- أسبوع واحد على موقع أول موفي (الإنجليزية)
- أسبوع واحد على موقع فيلمافينيتي (الإسبانية)
- أسبوع واحد على موقع قاعدة بيانات الأفلام السويدية (السويدية)
- أسبوع واحد على موقع قاعدة بيانات الفيلم (الإنجليزية)
- أسبوع واحد على موقع ليتربوكسد (الإنجليزية)
- One Week على موقع أول موفي.